# Manhattan Bridge

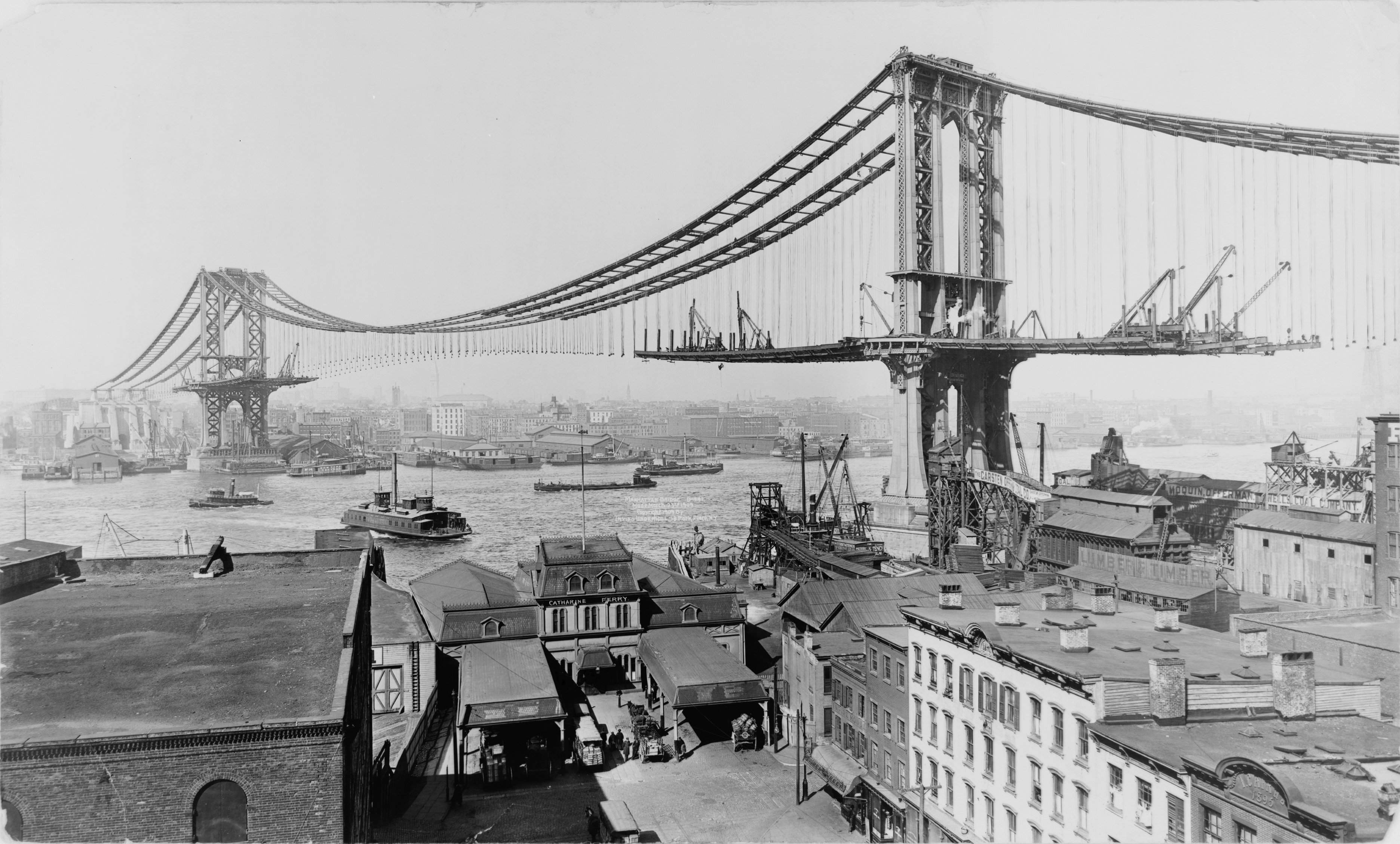
Manhattan Bridge under byggnad, 1909

Manhattan Bridge är den mellersta av de tre broarna som går mellan Manhattan och Brooklyn i New York. De övriga två är Brooklyn Bridge och Williamsburg Bridge. Manhattan Bridge är en hängbro som går över East River i New York City mellan Nedre Manhattan (vid Canal Street) och Brooklyn (vid Flatbush Avenue Extension). Bron öppnades den 31 december 1909 och designades och byggdes av den polske broingenjören Ralph Modjeski. De böjda kablarna är designade av Leon Moisseiff som senare också designade den ökända Tacoma Narrows Bridge 1940. Manhattan Bridge har fyra fordonsfiler på övre nivån och tre fordonsfiler, fyra spår för tunnelbanan, en gångväg och en cykelbana på den nedre nivån. Den övre nivån har två filer i varje riktning, och den nedre nivån kan vara enkelriktad i rusningstrafik eller ha två filer i en riktning och en i motsatt riktning. Det finns ingen broavgift för att köra över Manhattan Bridge.
I juni 2001 öppnade en ny gångbana på den södra sidan av bron. Den användes också som cykelbana fram till sensommaren 2004, då en separat cykelbana öppnades på brons norra sida. 
- Spännvidd: 448 m (1,470 ft)
- Förankringslängd: 890 m (2,920 ft)
- Total längd: 2089 m (6,855 ft)